# Cascada de Vaipo

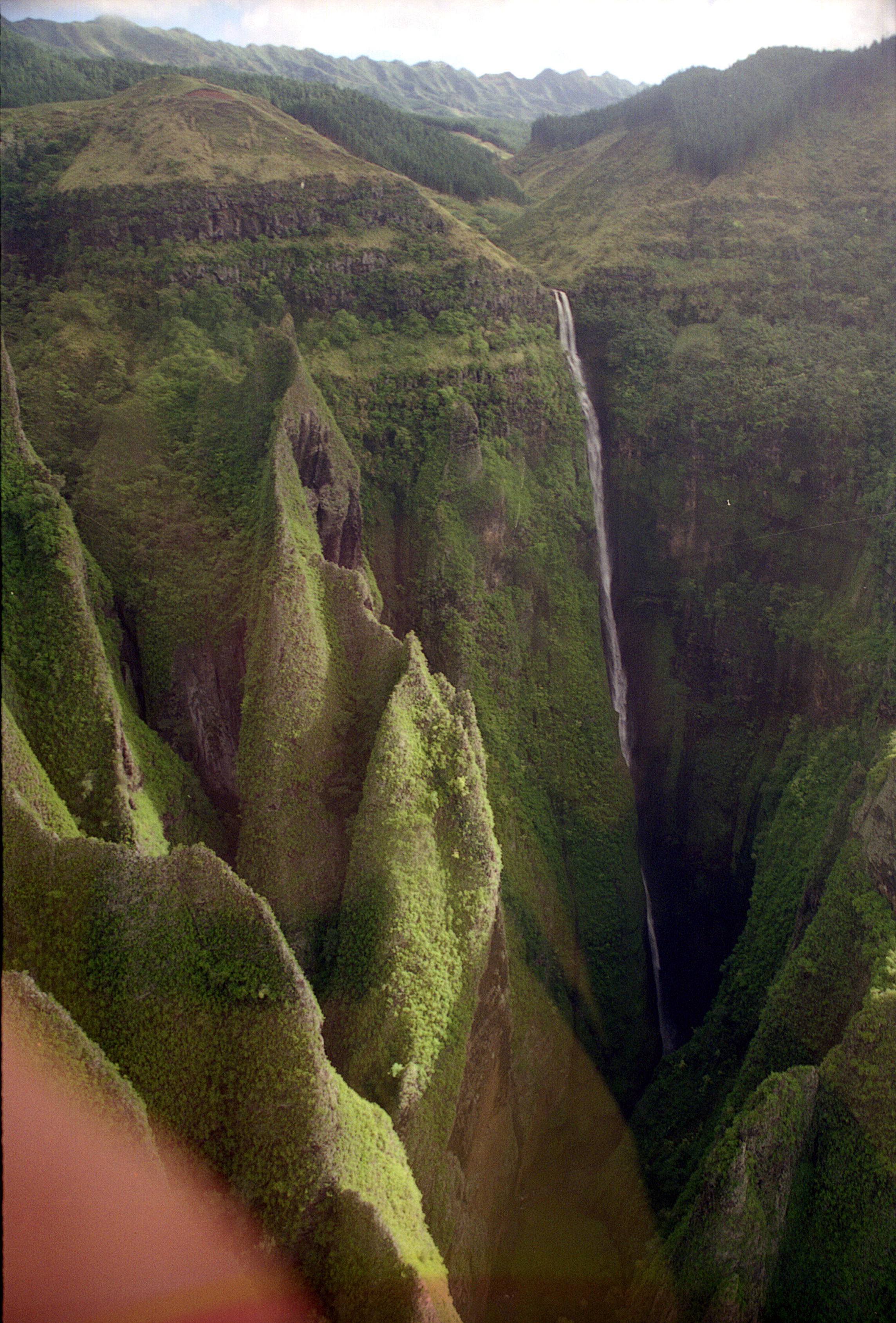
La cascada de Vaipo o de Ahuii es un salto de agua situado en Nuku Hiva, en las islas Marquesas de la Polinesia Francesa.

La cascada de Vaipo o de Ahuii es un salto de agua situado en Nuku Hiva, en las islas Marquesas de la Polinesia Francesa. Es del tipo de cola de caballo y tiene una altura de unos 350 metros, por lo que es una de las mayores cascadas de la Polinesia.
La cascada se encuentra al fondo del valle de Hakaui, entre las dos cadenas montañosas concéntricas que forman la doble caldera volcánica característica del relieve de Nuku Hiva. La base de la cascada es de basalto, lo que hace que antes de que el agua caiga se evapore.